# Eupithecia comparanda
Eupithecia comparanda là một loài bướm đêm trong họ Geometridae.